# The Cat Empire

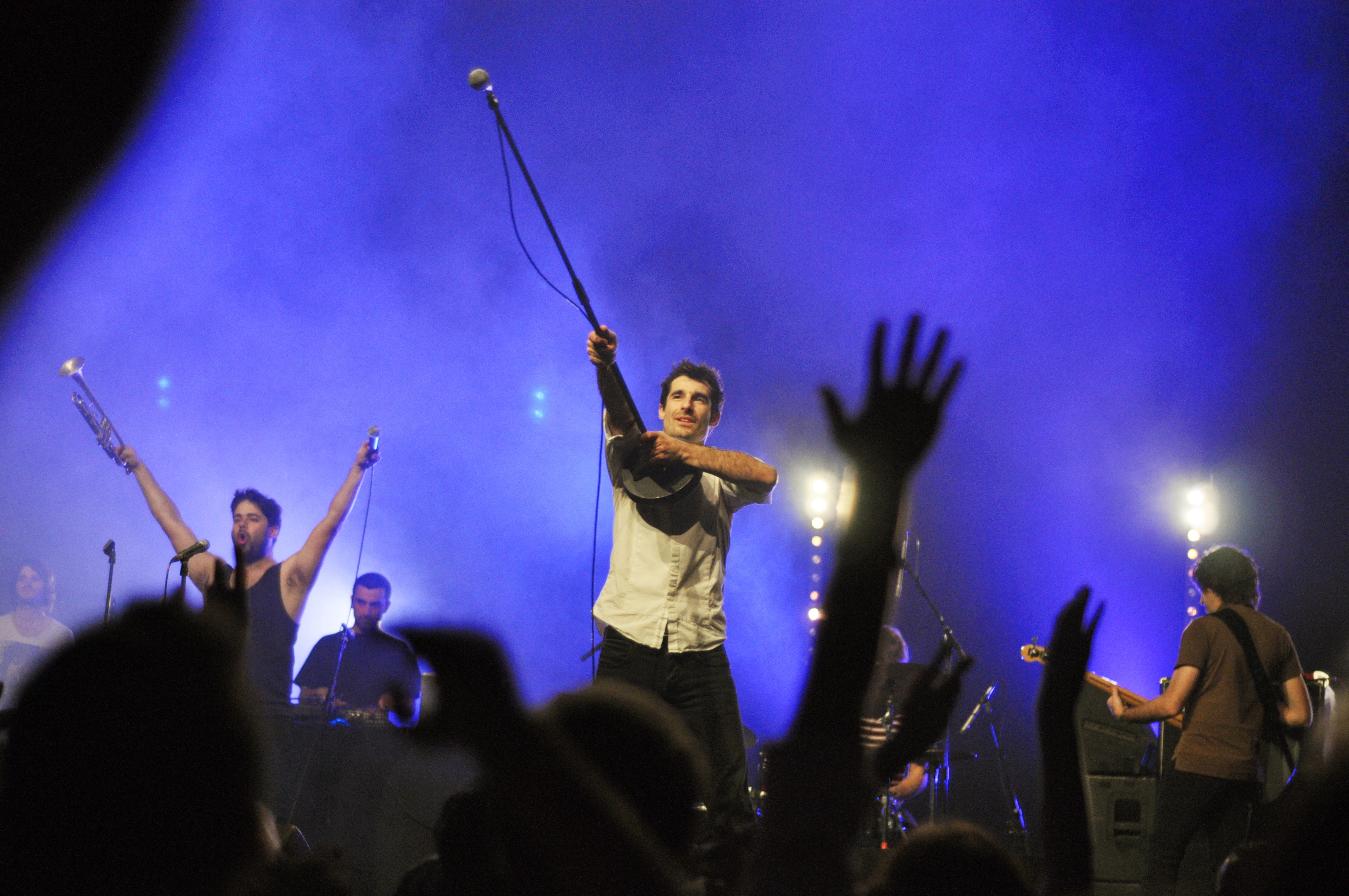
The Cat Empire jouant le titre The Chariot

The Cat Empire est un groupe de musique australien originaire de Melbourne formé en 1999. Constitué à l'origine de trois membres, puis de six, ce groupe mélange de façon éclectique les influences jazz, reggae, funk, latino, hip-hop, rock, ska et tzigane.
Les membres actuels du groupe sont Ollie McGill (claviers), Ryan Monro (basse), Felix Riebl (percussions et chant), Harry James Angus (trompette et chant), Will Hull-Brown (batterie) et Jamshid "Jump" Khadiwhala (DJ et percussions).
Le premier album, sobrement nommé The Cat Empire, sort en 2003. S'ensuivit On the Attack en 2004, cette année étant également l'occasion de leur première tournée en Europe, passant notamment par les Eurockéennes de Belfort. 
En 2005, ils participent également sur l'Aroona Palace, premier album du groupe Tinpan Orange.
L'album suivant Two Shoes sort en 2005. Il rencontrera le succès, étant classé numéro 1 des ventes en Australie.
Le groupe revient en 2006 avec Cities (enregistré pour les jeux du Commonwealth) puis en 2007 avec l'album So many nights et une tournée française à l'automne.
Un album Live sort en 2009, tiré de leur tournée mondiale Live On Earth.
À l'été 2010 sort l'album intitulé Cinema, suivra au printemps 2013 Steal the Light.
En 2016, The Cat Empire publie un album intitulé Rising With The Sun. Celui-ci comporte une chanson hommage aux victimes des attentats de novembre 2015 qui ont eu lieu à la salle de concert du Bataclan à Paris. Cette chanson intitulée Bataclan comporte une partie chantée en français,.
Leur dernier album en date est sorti en 2025 et porte le nom de Bird in Paradise.

## Discographie
- Live @ Adelphia (2001)
- The Sun (2002)
- The Cat Empire (2003)
- Tapes, Breaks and Out-Takes (2003)
- On the Attack (2004)
- Two Shoes (2005)
- Cities: The Cat Empire Project (2006)
- So Many Nights (2007)
- Live on Earth (2009)
- Cinema (2010)
- Steal the Light (2013)
- Rising With the Sun (2016)
- Stolen Diamonds (2019)
- Bird in Paradise (2025)